# Эскобедо (Коауила)
Эскобедо (исп. Escobedo) — малый город в Мексике, штат Коауила, входит в состав одноимённого муниципалитета и является его административным центром. Численность населения, по данным переписи 2020 года, составила 541 человек.

## Общие сведения
Поселение было основано в 1869 году переселенцами из разрушенного наводнением городка Абасоло, которые назвали его Нуэво-Абасоло. В 1905 году он стал муниципальным центром и получил статус вильи, а в 1918 году был переименован в Эскобедо, в честь героя в борьбе за независимость Мексики — Марьяно Эскобедо
.